# Frankliniella borinquen
Frankliniella borinquen (лат.) — вид трипсов рода Frankliniella (Thripinae, Thysanoptera). Северная Америка, Центральная Америка и Карибский бассейн.

## Описание
Этот вид сходен с Frankliniella melanommata Williams. Микротрихиальный гребень VIII брюшного тергита у F. borinquen полный, тогда как у F. melanommata — неполный. Оба вида обладают отчетливым, дистально расширенным базальным воротничком на антеннальном сегменте III. Дистальная часть педицеля параллельносторонняя или слегка расширенная у F. borinquen и отчетливо вздутая у F. melanommata. Отличительные признаки: тело, передние крылья, ноги бледные. Глаза с многочисленными вентральными пигментными фасетками. Педицель III сегмента антенн суббазально наклонен, дистально параллелен, базальный воротничок отчетливый и дистально расширен. Голова с волосками PO1, волоски OC3 в положении 2A. Пронотум обычно с 2 волосками mAM. Верхняя поверхность задних тазиков без микротрихий. Тергит VIII брюшка заднемаргинальный гребень полный. Вид впервые описал американский энтомолог Джозеф Дуглас Худ (1889—1966).